# لودوایس آیجن
لودوایس آیجن (به آلمانی: Ludweis-Aigen) یک منطقهٔ مسکونی در اتریش است که در ناحیه وایدهوفن آن در تایا واقع شده‌است. لودوایس آیجن ۵۱٫۱۸ کیلومتر مربع مساحت دارد ۵۰۷ متر بالاتر از سطح دریا واقع شده‌است.